# Виртуальная собственность
Виртуальная собственность — информационный объект, права на который принадлежат одному или нескольким владельцам. Установление права владения и распоряжения виртуальной собственностью возможно двумя путями:
- при создании информационного объекта (авторское право или интеллектуальная собственность);
- при передаче (в письменном виде, с заключением соответствующего договора или при согласии пользователя с пользовательским соглашением) права владения и распоряжения на весь информационный объект или его часть, от создателя (автора) покупателю (пользователю). Так же возможен вариант передачи такого права способом предоставления сертификата на владение информационным объектом или его частью.

Для игр, в которых имеется возможность зарабатывать виртуальные деньги и приобретать виртуальные вещи, виртуальной собственностью являются и деньги и вещи. Возникновение права на данную собственность происходит в процессе игры, либо при обмене или купле-продаже. Виртуальная собственность может меняться на виртуальную собственность других лиц (игроков), либо продаваться за реальные деньги. При этом передача прав должна оформляться документально, если иное не предусмотрено договоренностями сторон.
На виртуальную собственность распространяются законы регулирующие имущественные правоотношения.
Умышленное повреждение или уничтожение виртуальной собственности карается законом.
Предоставление владельцами сайтов виртуального пространства на бесплатной основе для размещения пользователем собственной информации (виртуальной собственности), с оформлением соответствующих документов, лишает владельцев информационного ресурса (сайта) права распоряжаться переданным виртуальным пространством. То есть владелец сайта не может по своему усмотрению вносить изменения или удалять авторскую информацию пользователя сайта (если иное не предусмотрено договором или пользовательским соглашением).
К документальному оформлению сделки относится пользовательское соглашение с которым пользователь согласился приступая к работе.
Виртуальная собственность может использоваться в личных целях, передаваться в аренду (с оформлением соответствующих документов), подлежит обмену, может быть подарена, уничтожена владельцем (если иное не предусмотрено договором с автором) или передана по наследству (необходимо завещание).